# Teknikåret 1988

## Händelser
- Compaq och andra PC-klontillverkare utvecklar en förbättrad standard.[1]
- Steve Jobs, Apples ena grundare som lämnat Apple för att starta ett nytt företag, visar den nya datorn Next cube.[1]
- 23-årige Robert T. Morris skickar Internetmaskar mot ARPANET.[1]